# 대한민국 상법 제424조
대한민국 상법 제424조는 유지청구권에 대한 상법총칙의 조문이다.

## 조문
제424조 (유지청구권) 회사가 법령 또는 정관에 위반하거나 현저하게 불공정한 방법에 의하여 주식을 발행함으로써 주주가 불이익을 받을 염려가 있는 경우에는 그 주주는 회사에 대하여 그 발행을 유지할 것을 청구할 수 있다.

## 사례
시중은행이 외국투기자본이 은행 인수를 위해 급조한 역외펀드에게 액면가 5천원의 보통주 2억6천875만주를 액면가보다 1천원이 저렴한 주당 4천원에 할인 발행한 경우 본 조가 적용될 수 있다.

## 같이 보기
- 신주발행유지청구권